# オホス・ネグロス
オホス・ネグロス(スペイン語: Ojos Negros)は、スペイン・アラゴン州テルエル県のムニシピオ（基礎自治体）。

## 地理
自治体中心部の標高は1,151m。年平均気温は摂氏10.3度と穏やかであり、年降水量は525mmと少ない。コマルカ（郡）の中心地であるカラモーチャからの距離は31km、テルエル県の県都テルエルからの距離は73kmである。

## 経済

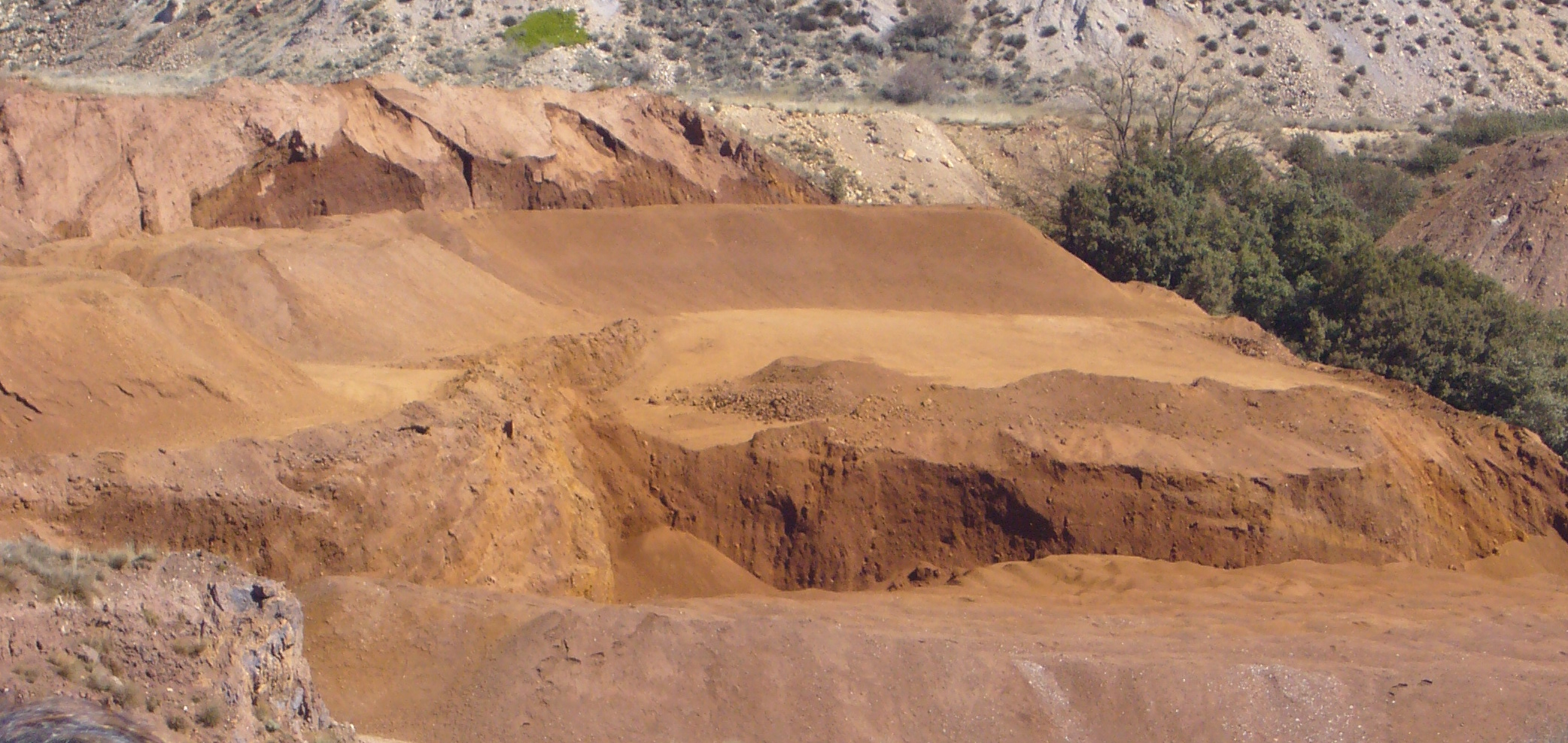
メネーラ山地の鉄鉱石採掘場

イベリコ山系のメネーラ山地に近い鉱業の町であり、メネーラ山地では露天掘りによる鉄鉱石の採掘がおこなわれている。「menera」とはスペイン語の「鉱石」という単語に由来しており、古代ケルティベリア人や古代ローマ人の時代から豊かな鉱床が開発されていた。採掘した鉄鉱石を地中海に面したバレンシア県サグントの港に運搬するために、1903年にはシエラ・メネーラ鉱山会社によって全長200kmにも及ぶ鉄道が建設されたが、これは民間企業によるヨーロッパ最長の鉄道路線だった。
1910年には3,010人の人口を有していたが、1930年には2,854人、1950年には1,800人、1970年には1,262人となっている。1987年にはシエラ・メネーラ鉱山会社が破産し、鉱山が閉鎖されたため、オホス・ネグロスを失業問題が襲った。1991年の人口は647人となり、2016年には405人にまで減少している。シエラ・メネーラ鉱山会社が存在した1900年から1987年には、多くの住民が鉱山に近いミネーロ地区に住んでいたが、今日のミネーロ地区には約40人しか住んでいない 。

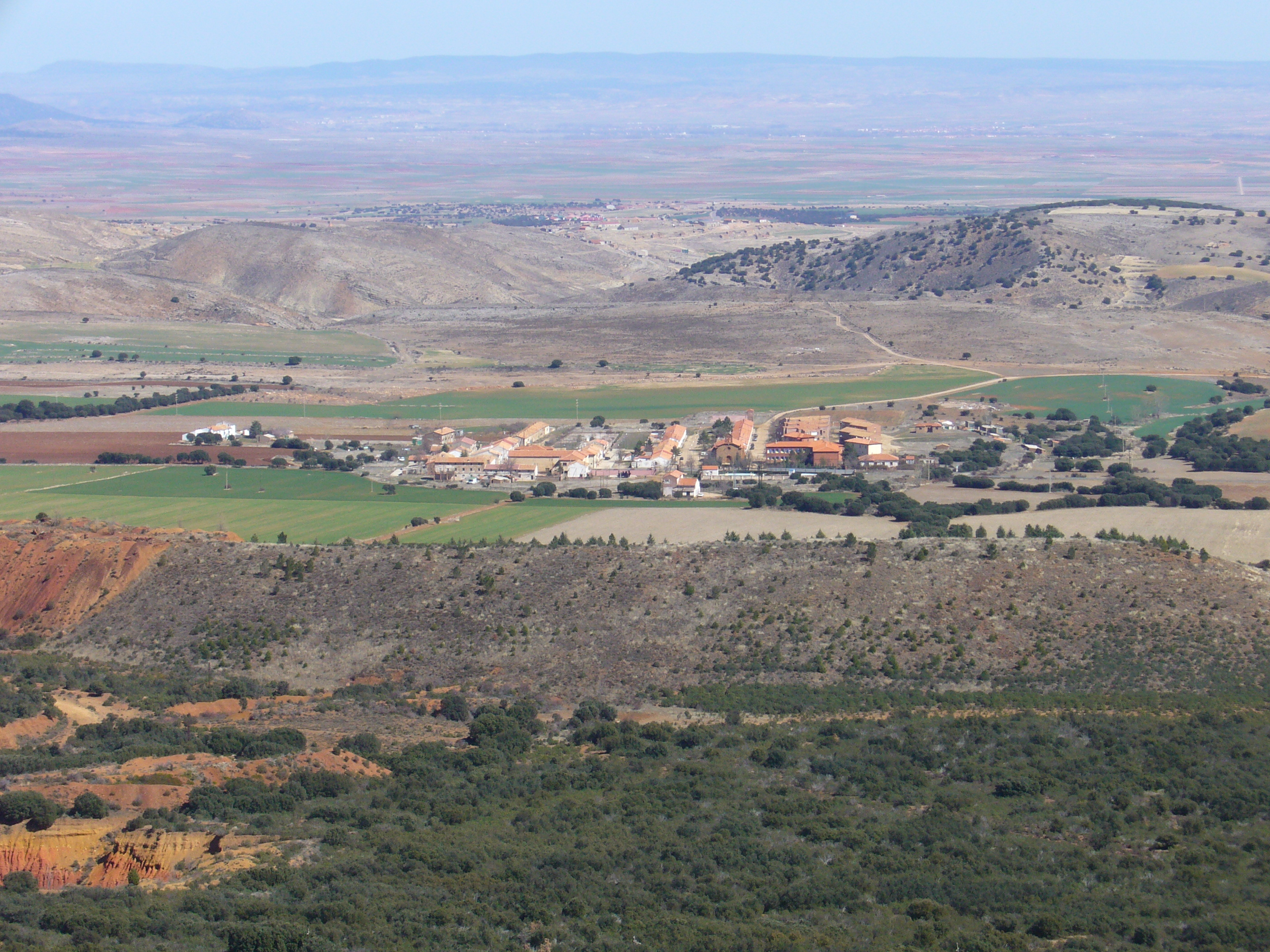
採掘場から見たミネーロ地区
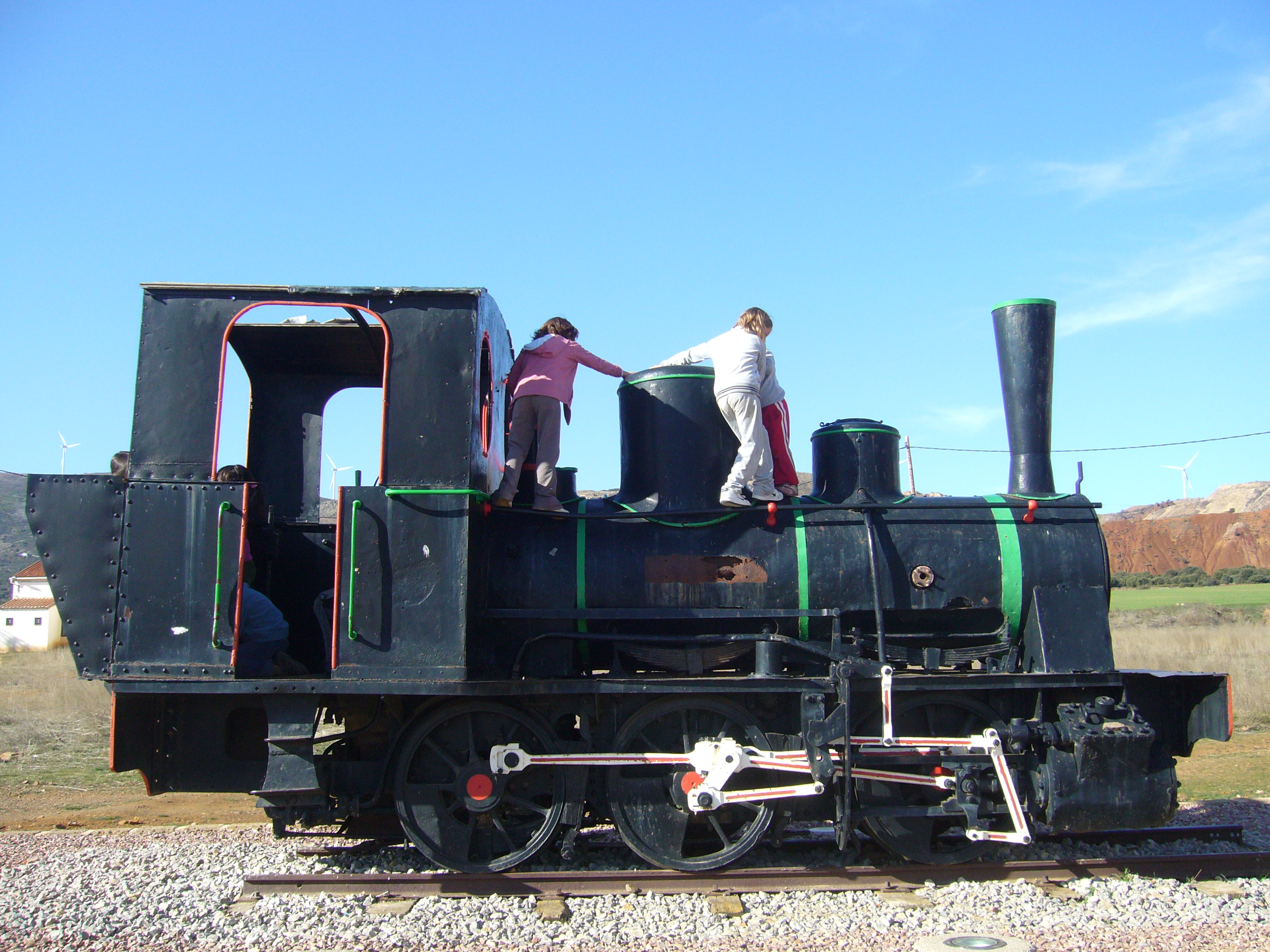
サグント行きの鉄道で使用されていた機関車
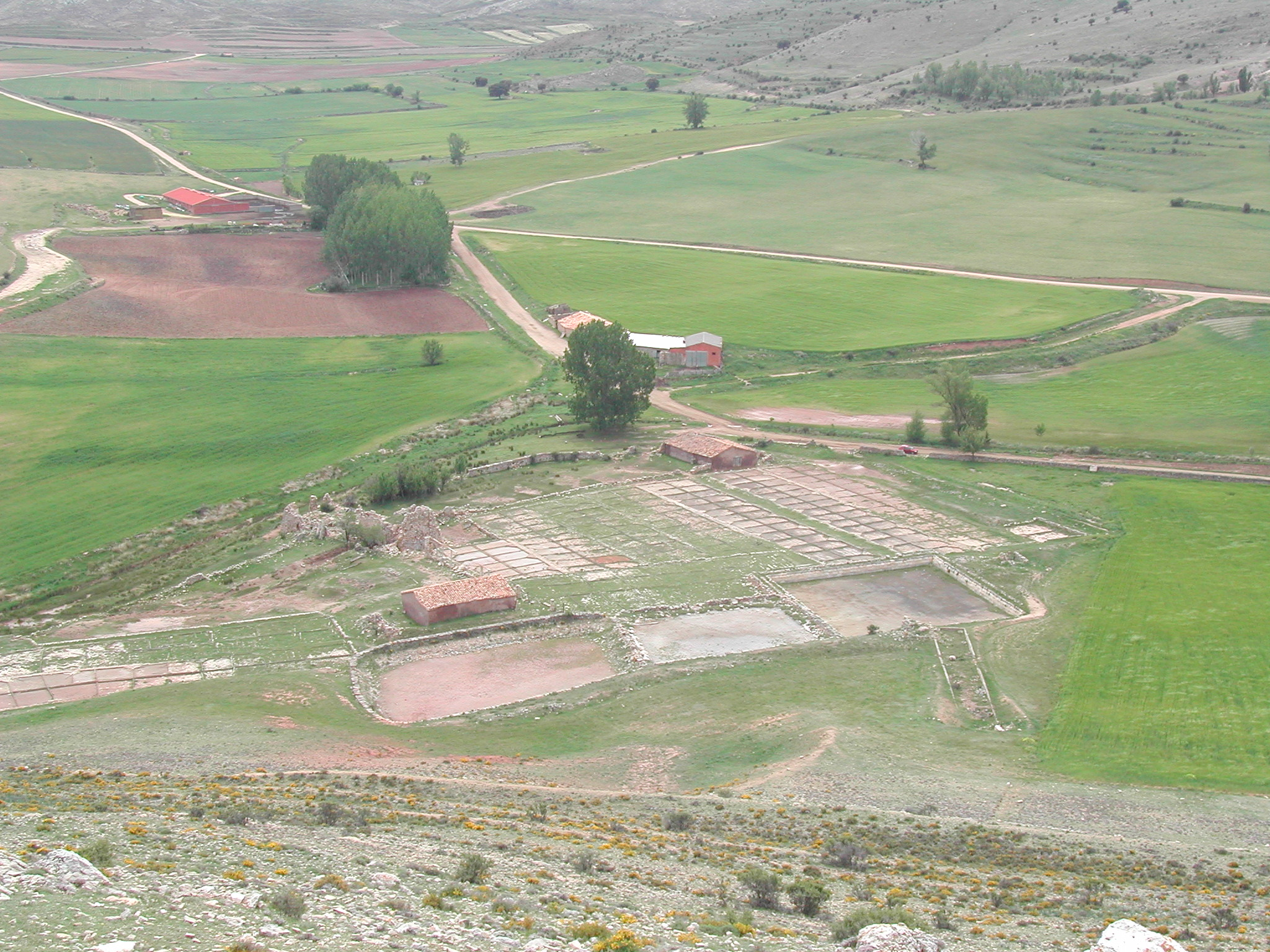
製塩所
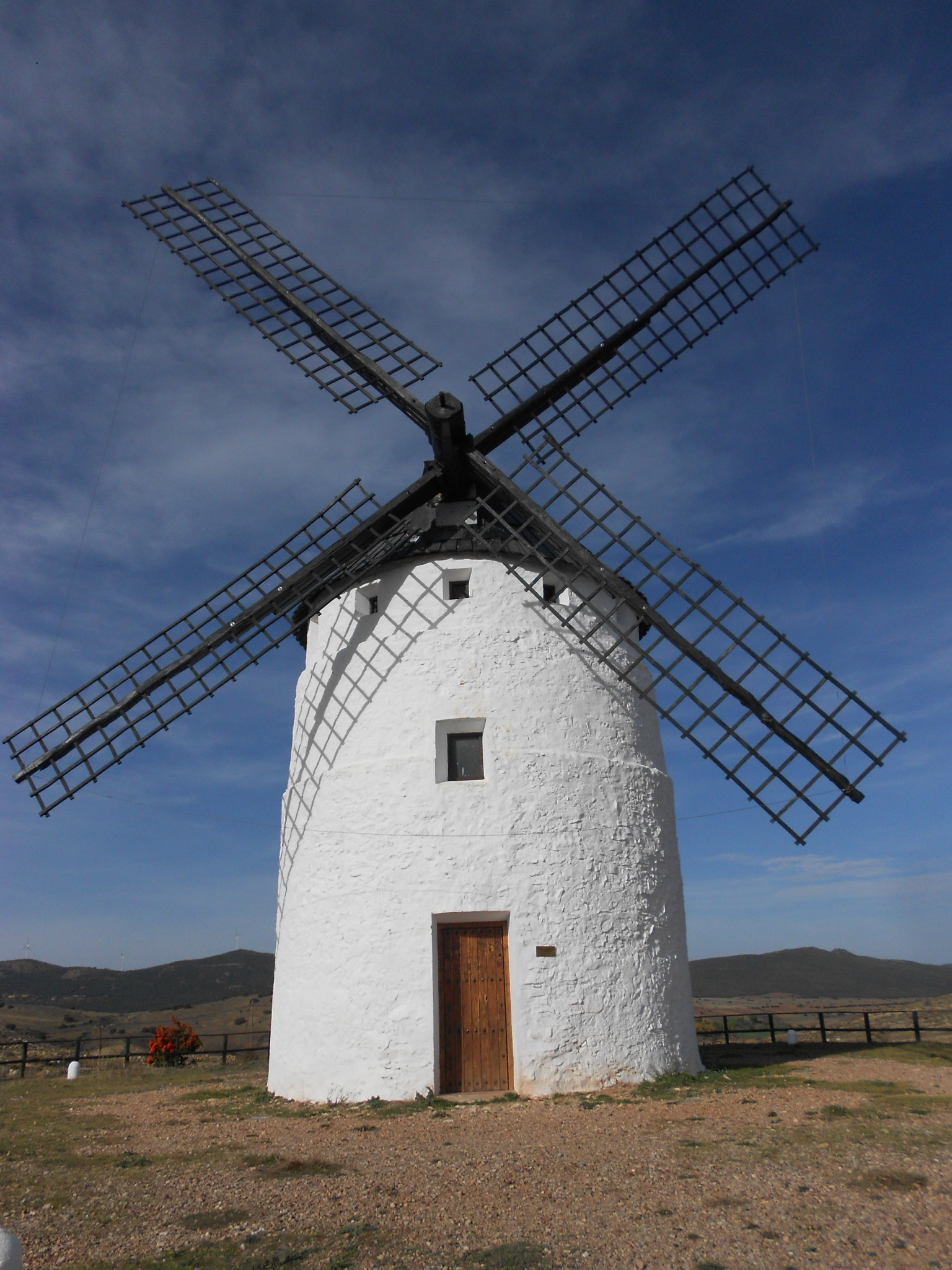
風車

## 人口
| オホス・ネグロスの人口推移 1900－2014                   |
|                                                         |
| 出典:INE（スペイン国立統計局）1900年 - 1991年、1996年 - |

## 政治
| 任期      | 首長名                | 政党              |
| --------- | --------------------- | ----------------- |
| 1979–1983 | José Alamán Hernández | 無所属            |
| 1983–1987 |                       |                   |
| 1987–1991 |                       |                   |
| 1991–1995 |                       |                   |
| 1995–1999 |                       |                   |
| 1999–2003 |                       |                   |
| 2003–2007 |                       |                   |
| 2007–2011 |                       |                   |
| 2011–2015 | Esther Ibáñez Moreno  | アラゴン人党(PAR) |
| 2015–2019 |                       |                   |
| 2019–2023 | n/d                   | n/d               |
| 2023–     | n/d                   | n/d               |

## 出身者
- ハイメ・ヒメーノ・ロベラ（スペイン語版）(????-1594) : 法学者。ウエスカ大学（スペイン語版）教授。
- アロンソ・サンチェス(????-1785) : 医師・医学者。
- テオドーロ・ガスコン・バケーロ(1850-1926) : イラストレーター。
- ナルシソ・ガルシア・ガルセス(1904-1989) : 神学者。
- フェリペ・マルティネス・ガルセス(1919-2008) : 芸術家。